# 訪問販売
訪問販売（ほうもんはんばい）とは、無店舗販売の一種で、販売業者のセールスパーソンが一方的に消費者宅に訪問し、訪問先で商品（権利、役務を含む）の販売活動を行う小売形態。訪問商法という呼び名も存在する。
また、特定商取引に関する法律（特定商取引法）では、上記のような一般的な訪問販売の概念を拡張して、キャッチセールス、アポイントメント商法、催眠商法などのセールスパーソンの訪問がないものも「訪問販売」としている。

## 実際の例
セールスパーソンが一般家庭などに出向いて販売する商品としては、古くから富山県などの置き薬が有名であるが、高度経済成長期以降の日本では、自動車セールスや百科事典セールスの主流ともなっていた。現在では、宝飾品、住宅設備や機器、シロアリ駆除など比較的高額な商品の販売や、新聞の購読契約が訪問販売で行われることが多い。
セールスパーソンに応対した場合、販売活動の過程でセールスパーソンと消費者の一対一で相対する状況になるため、嘘（または誇張表現）を語って販売したりする「騙り商法」が発生したり、嘘がなくてもセールスパーソンの口車（セールストーク）に乗せられ、不必要な商品や、一般的な価格よりも高額での販売契約に持ち込まれるケースがみられる。そのため、原則として一定期間（契約書を受け取ってから8日以内）、無条件で解約が可能なクーリングオフ制度が規定されている。

## 特定商取引に関する法律（特定商取引法）
この章では、特定商取引法に基いて、訪問販売の定義や行為規制について説明する。
説明の便宜上、法律「特定商取引に関する法律」（特定商取引法）、政令「特定商取引に関する法律施行令」、通商産業省令（現 経済産業省令）「特定商取引に関する法律施行規則」を、それぞれ単に「法」、「政令」、「省令」という。
また、2004年11月4日付の各経済産業局長及び内閣府沖縄総合事務局長あて通達「特定商取引に関する法律等の施行について」を「通達」という。

### 諸用語の定義
特定商取引法で使われている用語を定義しておく。これらの用語は日常用語と若干異なる意味であるものがあり、そうした用語は日常用語と区別する意味で＜用語＞と表記することにする（以下、同じ表記方法を使う）。
- 指定権利とは、政令の別表第一に記載されている権利をいう。
  - 保養のための施設又はスポーツ施設を利用するための権利（例：リゾート会員権、ゴルフ会員権）
  - 映画、演劇、音楽、スポーツ、写真又は絵画、彫刻その他の美術工芸品を鑑賞し又は観覧する権利（例：映画チケット、美術館チケット）
  - 語学の教授を受ける権利（例：英会話サロンの利用券）
- ＜営業所等＞とは、次に掲げるものをいう。
  - 営業所
  - 代理店
  - 露店、屋台店その他これらに類する店
  - 一定の期間にわたり、指定商品を陳列し、当該指定商品を販売する場所であって、店舗に類するもの
  - 自動販売機その他の設備であつて、当該設備により売買契約又は役務提供契約の締結が行われるものが設置されている場所

「一定の期間」とは、通常最低2、3日以上を指し、半日や1日で次の場所に移動するようなものは含まれない。「陳列し」とは、消費者が自由に商品を選択できる状態でなければならない。「店舗に類するもの」とは、常設展示場、しばしば展示販売が行われる公会堂、集会場等の公共施設、ホテル、体育館等が該当し、これらの場所以外で行われる住居訪問販売、職場訪問販売、路上でのキャッチセールス等は、すべて本法の訪問販売に該当する。この3要件はすべて充足されていなければならない。
具体的には、通常は店舗と考えられない場所であっても、実態として展示販売にしばしば利用されている場所（ホテル、公会堂、体育館、集会場等）で前記3要件を充足する形態で販売が行われていれば、これらも店舗に類する場所での販売に該当する。」としている。
- 特定顧客とは、次に掲げるものをいう。
  - ＜営業所等＞以外の場所において呼び止めて営業所等に同行させた者

これについて「通達」は、「「呼び止め」とは、特定の者に対して呼びかけることにより、その注意を向けさせる行為を意味し、必ずしもその場所に停止させることは必要でなく、併歩しつつ話しかける行為も含まれる。
また、「同行させ」る行為とは、呼び止めた地点から営業所等まで相当程度の距離を、呼び止めた者が案内していくことを意味する。したがって、通常の店舗販売業者が店舗の前で行う呼び込みは、「同行させ」る行為が欠けており、本号に該当しない。」としている。
- 下記の手段で、当該売買契約又は役務提供契約の締結について勧誘をするためのものであることを告げずに営業所その他特定の場所への来訪を要請した者

- 電話、郵便、信書便、電報、ファクシミリ装置を用いて送信する方法
- 電磁的方法（電子メール広告）
- ビラ、パンフレットを配布
- 拡声器で住居の外から呼び掛ける
- 住居を訪問

これに該当するのは、「本来の販売の目的たる商品等以外のものを告げて呼び出す場合」であり、「自らそれを扱う販売業者等であることを告げたからといって、必ずしも当該商品について勧誘する意図を告げた」ことにはならない。具体的には、「『見るだけでいいから』と告げるなど販売意図を否定している」場合、着物即売会で「着物を購入しなければ講習自体も受けられないにもかかわらず、着付け教室のみの参加が可能であるように表示するなどしている」場合、「パンフレット等に消費者の目に留まらないような小さい文字で『新作商品をお勧めする即売会があります』と記載するなど、実質的に販売する意図が示されているとは言えない」場合は、「当該商品について勧誘する意図を告げたことにはならない」とされる。
- ＜訪問販売＞とは、次に掲げるものをいう。
  - 販売業者又は役務提供事業者が＜営業所等＞以外の場所において、売買契約の申込みを受け、若しくは売買契約を締結して行う指定商品若しくは指定権利の販売又は役務提供契約の申込みを受け、若しくは役務提供契約を締結して行う役務の提供

指定商品若しくは指定権利の販売又は役務提供契約という限定があるものの、日常用語としての「訪問販売」の概念とほぼ一致するものである。
- 販売業者又は役務提供事業者が、＜営業所等＞において、特定顧客から売買契約の申込みを受け、若しくは特定顧客と売買契約を締結して行う商品若しくは指定権利の販売又は特定顧客から役務提供契約の申込みを受け、若しくは特定顧客と役務提供契約を締結して行う役務の提供

- 営業所等でのことであり、日常用語としての「訪問販売」という概念から外れるが、「法」はこうしたものも「訪問販売」として定義している。
- 定義が複雑であるが、具体例をいくつか示す。

キャッチセールス
繁華街等で通行人を呼び止め、近くの営業所などに連れて行き、高額商品の契約を迫る。
アポイントメント商法（アポイントメントセールス）
販売目的を秘匿して相手とアポイントメントを取り、営業所などに誘い出して契約させる商法。無作為に電話をかけ、「あなたが選ばれました」という感じで優越感を与えて営業所などに呼び出し、高額商品の契約を迫るという手口が代表的である。
催眠商法（宣伝講習販売、SF商法）
無料プレゼントをえさに、街頭でチラシを配ったり、セールスパーソンが家庭を訪問したりして、主に主婦や老人を会場に集め、最終的には高額な商品を売りつける。なお、「SF」は、サイエンス・フィクションとは何の関係もなく、「新製品普及会」の略である。

### 規制内容

#### 氏名等の明示
販売業者又は役務提供事業者は、＜訪問販売＞をしようとするときは、その勧誘に先立って、その相手方に対し、販売業者又は役務提供事業者の氏名又は名称、売買契約又は役務提供契約の締結について勧誘をする目的である旨及び当該勧誘に係る商品若しくは権利又は役務の種類を明らかにしなければならない。

#### 契約を締結しない旨の意思を表示した者に対する勧誘の禁止等
販売業者又は役務提供事業者は、＜訪問販売＞に係る売買契約又は役務提供契約を締結しない旨の意思を表示した者に対し、当該売買契約又は当該役務提供契約の締結について勧誘をしてはならない。
販売業者又は役務提供事業者は、＜訪問販売＞をしようとするときは、その相手方に対し、勧誘を受ける意思があることを確認するよう努めなければならない（努力義務）。

#### 書面の交付
販売業者又は役務提供事業者は、契約申込みを受けたとき、又は契約を締結したときは、その契約に関する書面を交付しなければならない（法令上、詳細な規定があるが、ここでは概略のみ説明する。詳細は法令を確認されたい）。
書面には、下記の事項についての記載することが定められている。
- 商品若しくは権利の販売価格又は役務の対価
- 商品若しくは権利の代金又は役務の対価の支払の時期及び方法
- 商品の引渡時期若しくは権利の移転時期又は役務の提供時期
- クーリングオフに関する事項
- 販売業者又は役務提供事業者の氏名又は名称、住所及び電話番号並びに法人にあっては代表者の氏名
- 契約の申込み又は締結を担当した者の氏名
- 契約の申込み又は締結の年月日
- 商品名及び商品の商標又は製造者名
- 商品の型式又は種類（権利又は役務の場合にあっては、当該権利又は当該役務の種類）
- 商品の数量
- 商品に隠れた瑕疵がある場合の販売業者の責任についての定めがあるときは、その内容
- 契約の解除に関する定めがあるときは、その内容
- その他 特約があるときは、その内容

#### 禁止行為
直罰規定により、以下の行為が禁止されている。
- 販売業者又は役務提供事業者は、契約締結について勧誘をするに際し、又は契約の申込みの撤回若しくは解除を妨げるため、次のことをしてはならない。
  - 不実告知
  - 故意の事実不告知

なお、不実告知、又は事実不告知の対象となる事項については、詳細な規定がある。
- 販売業者又は役務提供事業者は、契約を締結させ、又は契約の申込みの撤回若しくは解除を妨げるため、人を威迫して困惑させてはならない。
- 販売業者又は役務提供業者は、次の者に対しては、勧誘目的であることを告げずに、公衆の出入りする場所以外の場所で勧誘してはならない。
  - ＜営業所等＞以外の場所において呼び止めて同行させた者
  - 次の方法で、営業所その他特定の場所への来訪を要請した者
    - 電話、郵便、信書便、電報、ファクシミリ装置を用いて送信する方法
    - 電磁的方法
    - ビラ、パンフレットを配布
    - 拡声器で住居の外から呼び掛ける
    - 住居を訪問

簡単に要約すると、「勧誘目的を告げずにキャッチセールス、アポイントメントセールスをしてはならない」ということである。

#### 不実告知か否かの合理的な根拠を示す資料の提出
主務大臣は、不実告知をしたか否かを判断するため必要があると認めるときは、販売業者又は役務提供事業者に対し、期間を定めて、その告知した事項の裏付けとなる合理的な根拠を示す資料の提出を求めることができる。販売業者又は役務提供事業者が資料を提出しないときは、不実告知をしたとみなされる。

### 消費者の権利

#### クーリングオフ
- 下記の場合において、業者に契約の申込み、又は業者と契約を締結した者（以下＜申込者等＞と書く）は、原則として、書面によりその契約の申込みの撤回又は解除（クーリングオフ）を行なうことができる。

（例外的にクーリングオフできない場合は、後述する）
業者が＜営業所等＞以外の場所において商品、指定権利、役務につき契約の申込みを受けた場合
業者が＜営業所等＞において特定顧客から商品、指定権利、役務につき契約の申込みを受けた場合
業者が＜営業所等＞以外の場所において商品、指定権利、役務につき契約を締結した場合（営業所等において申込みを受け、営業所等以外の場所において売買契約又は役務提供契約を締結した場合を除く）
業者が＜営業所等＞において特定顧客と商品、指定権利、役務につき契約を締結した場合
- クーリングオフは、その旨の書面を発した時に、その効力を生ずる（クーリングオフ期間内に業者に書面が到達する必要はない）。
- 業者は、クーリングオフに伴う損害賠償又は違約金の支払を請求することができない。
- クーリングオフがあった場合で、商品の引渡し又は権利の移転が既にされているときは、その引取り又は返還に要する費用は、業者の負担となる。
- 業者は、クーリングオフがあった場合には、既に役務が提供され又は権利の行使により施設が利用され若しくは役務が提供されたときにおいても、＜申込者等＞に対し、役務の対価その他の金銭又は当該権利の行使により得られた利益に相当する金銭の支払を請求することができない。
- 役務提供事業者は、クーリングオフがあった場合には、当該役務提供契約に関連して金銭を受領しているときは、＜申込者等＞に対し、速やかに、これを返還しなければならない。
- 役務提供契約又は指定権利の売買契約の＜申込者等＞は、その役務提供契約又は売買契約につきクーリングオフを行った場合において、当該役務提供契約又は当該指定権利に係る役務の提供に伴い＜申込者等＞の土地又は建物その他の工作物の現状が変更されたときは、当該役務提供事業者又は当該指定権利の販売業者に対し、その原状回復に必要な措置を無償で講ずることを請求することができる。
- クーリングオフに関する上記規定に反する特約で＜申込者等＞に不利なものは、無効となる。

##### クーリングオフできない例外
- ＜申込者等＞が業者より書面を受領した日から起算して8日を経過したとき。
  - 例外として、＜申込者等＞が不実告知による誤認や威迫されたことにより困惑して（クーリングオフ妨害により）、上記期間内にクーリングオフを行わなかった場合には、いつでもクーリングオフできる。但し、その事業者が「クーリングオフ妨害解消のための書面」（その内容には、細かい規定あり）を改めて交付し、それを受領してから8日を経過すると、クーリングオフができなくなる[3]。
- ＜申込者等＞が書面を受領した場合において、以下の商品の全部若しくは一部を消費したとき（業者が＜申込者等＞当該商品を使用させ、又はその全部若しくは一部を消費させた場合を除く）
  - 動物及び植物の加工品（一般の飲食の用に供されないものに限る）であって、人が摂取するもの（医薬品を除く）
  - 不織布及び幅が13センチメートル以上の織物
  - コンドーム及び生理用品
  - 防虫剤、殺虫剤、防臭剤及び脱臭剤（医薬品を除く）
  - 化粧品、毛髪用剤及び石けん（医薬品を除く）、浴用剤、合成洗剤、洗浄剤、つや出し剤、ワックス、靴クリーム並びに歯ブラシ
  - 履物
  - 壁紙

（これらは政令の別表第三にリストされているもの）
- 商品、指定権利、役務につき契約を締結した際に、業者が契約の履行をして、代金を全額受け取った場合（現金取引）で、その代金の総額が3000円未満のとき
- 自動車販売（所有権留保販売の場合も含む）に関する契約のとき（相当期間交渉が通常なされるものとして政令で適用除外とされているもの）。
- 電気、ガス、熱供給、葬儀（祭壇の貸出等）に関する契約のとき（契約締結後速やかに提供されない場合には、その提供を受ける者の利益を著しく害するおそれがある役務として政令で適用除外とされているもの）。

#### 通常必要とされる分量を著しく超える商品の売買契約等の申込みの撤回等
＜申込者等＞は、次に掲げる契約の申込みの撤回又は解除ができる。
- その日常生活において通常必要とされる分量を著しく超える商品、指定権利の売買契約
- その日常生活において通常必要とされる回数、期間若しくは分量を著しく超えて役務の提供を受ける役務提供契約
- 販売業者が、売買契約を締結することで＜申込者等＞にとって売買契約に係る商品若しくは指定権利と同種の商品若しくは指定権利がその日常生活において通常必要とされる分量を著しく超えることとなることを知りながら申込みを受け又は締結した売買契約
- 役務提供事業者が、役務提供契約に基づく債務を履行することにより＜申込者等＞にとって役務提供契約に係る役務と同種の役務の提供を受ける回数若しくは期間若しくはその分量がその日常生活において通常必要とされる回数、期間若しくは分量を著しく超えることとなることを知りながら申込みを受け又は締結した役務提供契約
- 販売業者が、＜申込者等＞にとって当該売買契約に係る商品若しくは指定権利と同種の商品若しくは指定権利の分量がその日常生活において通常必要とされる分量を既に著しく超えていることを知りながら申込みを受け又は締結した売買契約
- 役務提供事業者が、＜申込者等＞にとって当該役務提供契約に係る役務と同種の役務の提供を受ける回数若しくは期間若しくはその分量がその日常生活において通常必要とされる回数、期間若しくは分量を既に著しく超えていることを知りながら、申込みを受け、又は締結した役務提供契約

- 申込者等に当該契約の締結を必要とする特別の事情があったときは、申込みの撤回等はできない。
- 通常必要とされる分量を著しく超える商品の売買契約等の申込みの撤回等は、契約時から1年以内に行わなければならない。

#### 不実告知又は故意の事実不告知があった場合の契約の取消
＜申込者等＞は、不実告知又は故意の事実不告知により誤認し、契約の申込み又は、その承諾の意思表示をしたときは、これを取り消すことができる。
- 上記、取消権は、善意の第三者に対抗することができない。
- 上記、取消権は、追認をすることができるときから6ヶ月間行使しないときは時効により消滅する。契約の締結から5年を経過したときも同様とする。

（複雑な規定があるが、ここでは概略を説明するにとどめた。正確には、法令を参照されたい）

#### 訪問販売における契約の解除等に伴う損害賠償等の額の制限
- 業者は、契約（契約を締結した際、業者が契約を履行するとともに、代金全額を受領した場合を除く）が解除されたときは、損害賠償額の予定又は違約金の定めがあるときにおいても、次の金額に法定利率による遅延損害金の額を加算した金額を超える額の金銭の支払を購入者又は役務の提供を受ける者に対して請求することができない。

当該商品又は当該権利が返還された場合
次のいずれか大きい方の金額
当該商品の通常の使用料の額、又は当該権利の行使により通常得られる利益に相当する額
（当該商品又は当該権利の販売価格に相当する額）-（当該商品又は当該権利の返還された時における価額）
当該商品又は当該権利が返還されない場合
当該商品又は当該権利の販売価格に相当する額
当該役務提供契約の解除が当該役務の提供の開始後である場合
提供された当該役務の対価に相当する額
当該契約の解除が当該商品の引渡し若しくは当該権利の移転又は当該役務の提供の開始前である場合
契約の締結及び履行のために通常要する費用の額
- 業者は、契約（契約を締結した際、業者が契約を履行するとともに、代金全額を受領した場合を除く）の締結をした場合において、その契約についての対価の全部又は一部の支払の義務が履行されないとき（契約が解除された場合を除く）には、損害賠償額の予定又は違約金の定めがあるときにおいても、次の金額に法定利率による遅延損害金の額を加算した金額を超える額の金銭の支払を購入者又は役務の提供を受ける者に対して請求することができない。
  - （当該商品若しくは当該権利の販売価格又は当該役務の対価に相当する額）-（既に支払われた当該商品若しくは当該権利の代金又は当該役務の対価の額）

### 適用除外

#### 特定商取引法の適用除外
特定商取引法の規定は、次の場合、適用しない。
- 契約の申込みをした者が営業のために又は営業として締結するもの
- 購入者又は役務の提供を受ける者が営業のために又は営業として締結するものに係る販売又は役務の提供
- 本邦外に在る者に対する販売又は役務の提供
- 国又は地方公共団体が行う販売又は役務の提供
- 次の団体がその直接又は間接の構成員に対して行う販売又は役務の提供

（その団体が構成員以外の者にその事業又は施設を利用させることができる場合には、これらの者に対して行う販売又は役務の提供を含む）
- 特別の法律に基づいて設立された組合並びにその連合会及び中央会
- 国家公務員法又は地方公務員法の団体
- 労働組合

- 事業者がその従業者に対して行う販売又は役務の提供
- 株式会社以外の者が発行する新聞紙の販売
- 弁護士、弁護士法人、外国法事務弁護士が行う弁護士業務の提供
- 金融商品取引法、宅地建物取引業法、旅行業法の規制の適用を受ける販売又は役務の提供
- 政令で定める取引（別表第二）
  - 各種業法等により消費者の利益を保護することができる業務が政令で指定されている

#### 書面の交付、クーリングオフの適用除外
その全部の履行が契約の締結後直ちに行われることが通例である役務の提供として政令で定めるもので、役務提供事業者が＜営業所等＞以外の場所において呼び止めて＜営業所等＞に同行させた者から役務提供契約の申込みを受け、又はその者と役務提供契約を締結して行うものでその契約の全部または一部が契約締結後直ちに履行された場合（主務省令で定めるものに限る）に限り、書面の交付、クーリングオフ規定が適用除外となる。
- いわゆる海上タクシー
- 飲食店において飲食をさせること（居酒屋の街頭での勧誘等）
- あん摩、マッサージ又は指圧を行うこと
- カラオケボックスにおいてその施設又は設備を使用させること

#### 書面の交付、禁止行為、クーリングオフ等の適用除外
特定商取引法における書面の交付、禁止行為、不実告知か否かの合理的な根拠を示す資料の提出、クーリングオフ、契約の申込み又はその承諾の意思表示の取消し、契約の解除等に伴う損害賠償額の制限の規定は、次の場合、適用しない。
- その住居において契約の申込みをし又は契約を締結することを請求した者に対して行う訪問販売
- 業者がその営業所等以外の場所において契約の申込みを受け又は契約を締結することが通例であり、かつ、通常購入者又は役務の提供を受ける者の利益を損なうおそれがないと認められる取引の態様で政令で定めるものに該当する訪問販売。

具体的には、以下の通り。
店舗のある業者が定期的に住居を巡回訪問し、契約の申込み又は契約の締結の勧誘を行わず、単にその申込みを受け、又は請求を受けてこれを締結して行う場合
店舗のある業者が顧客（当該訪問の日の前1年間に、取引のあつた者に限る）に対してその住居を訪問して行う場合
店舗のある業者以外が継続的取引関係にある顧客（当該訪問の日の前1年間に、2以上の訪問につき取引のあつた者に限る）に対してその住居を訪問して行う場合
業者が、他人の事業所に所属する者に対して、その事業所において行う場合（その事業所の管理者の書面による承認を受けて行うものに限る）
また、割賦販売の場合、割賦販売法との関係で一部、特定商取引法の適用除外がある。

## 他の法律との関係
- 消費者契約法も適用される[4][5]。

- 特定商取引法9条の3第3項では、第1項の規定（不実告知や故意の事実不告知による契約解除）は民法第96条の規定（詐欺又は強迫による契約の取消）の適用を妨げるものと解してはならないとされている。

## 事業者間契約における問題
特定商取引法は、主として消費者の保護を目的としたものである。契約者が事業者の場合、特定商取引法のうち訪問販売、通信販売、電話勧誘販売、特定継続的役務提供に関する規定は適用除外となる（連鎖販売取引、業務提供誘引販売取引に関しては適用がある）。
特に近年、事業者のうち個人事業者を対象にした特定商取引によるトラブルが多発しており、問題となっている。なお、個人事業者であっても、その事業と関係のない契約については消費者の立場になるので、この法律は適用されうる。